# 아르헨티나-이탈리아 관계
아르헨티나-이탈리아 관계는 아르헨티나와 이탈리아 간의 양자 및 외교 관계를 의미하며, 100년이 넘는 오랜 역사를 가지고 있다. 양국은 우호적인 관계를 유지하고 있으며, 그 중요성은 이탈리아인의 아르헨티나 이주 역사에 뿌리를 두고 있다. 현재 아르헨티나 인구의 약 62%에 해당하는 약 3천만 명이 전부 또는 일부 이탈리아 혈통을 지니고 있는 것으로 추정된다. 두 나라는 모두 G20과 유엔의 회원국이다.

## 역사
1816년, 아르헨티나는 스페인으로부터 독립을 선언하였다. 당시 이탈리아는 여러 개의 독립된 이탈리아 국가들로 구성되어 있었다. 1836년 5월, 사르데냐 왕국은 아르헨티나를 공식적으로 승인하고 외교 관계를 수립하였으며, 이는 이탈리아 국가 중 최초였다. 1842년에는 이탈리아 장군이자 훗날 이탈리아 통일을 이끄는 주역이 되는 주세페 가리발디가 우루과이 내전에서 아르헨티나 연방과 우루과이 국민당에 맞서 우루과이 반군을 위해 싸웠다.
1850년, 사르데냐의 국왕이자 훗날 이탈리아 통일 후 초대 국왕이 되는 비토리오 에마누엘레 2세는 아르헨티나에 대사를 파견하였다. 1855년, 아르헨티나와 이탈리아는 《우호, 통상, 항해 조약》을 체결하였다. 1924년, 이탈리아는 부에노스아이레스에 있던 외교 공관의 지위를 대사관으로 격상시켰으며, 같은 해 피에몬테 공자 움베르토 (훗날 움베르토 2세 국왕)가 아르헨티나를 방문하였다. 그의 방문은 남아메리카 여러 국가를 포함한 순방의 일환으로, 해외에 거주하는 이탈리아인들을 조국과 연결하려는 파시즘 정권의 정치적 계획의 일환이었다.
제2차 세계 대전 동안 아르헨티나는 전쟁의 대부분 기간 동안 중립을 유지하였다. 당시 아르헨티나 대통령 후안 페론은 이탈리아 총리 베니토 무솔리니를 존경했으며, 파시즘의 경험 중 일부인 코퍼러티즘 등을 아르헨티나에 도입하려 하였다. 1944년, 국제 사회의 압력으로 인해 아르헨티나는 독일과 일본에 선전포고를 하였으며, 이때는 이미 이탈리아가 1943년 9월, 연합군에 항복한 이후였다. 전쟁 직후, 아르헨티나는 전쟁으로 피폐해진 이탈리아에 밀을 기부하였다. 1947년 6월, 에바 페론은 유럽 순방 (레인보우 투어)의 일환으로 이탈리아를 공식 방문하였다.
1974년부터 1983년까지 아르헨티나 더러운 전쟁 기간 동안, 이탈리아 국적자 8명이 아르헨티나에서 실종되었다. 2007년 5월, 이탈리아 법원은 실종된 이탈리아인 8명 중 3명의 살해 혐의로 아르헨티나 해군 장교 출신 5명에게 궐석 재판으로 종신형을 선고하였다.
1982년 아르헨티나와 영국 간에 벌어진 포클랜드 전쟁 당시, 이탈리아는 외교적으로 영국을 지지했으나, 군사적 충돌에는 중립을 유지하였다. 당시 이탈리아 사회당 지도자였던 베티노 크락시는 유럽 경제 공동체(EEC)의 아르헨티나 군부 정권에 대한 제재에 반대했는데, 그 이유는 해당 제재가 아르헨티나 인구의 약 절반을 차지하는 1세대 및 2세대 이탈리아계 아르헨티나인들에게도 부정적 영향을 미칠 수 있었기 때문이었다.
양국 관계는 이후 심화되었으며, 1984년과 1985년에는 크락시가 이끄는 이탈리아 정부 주도로 아르헨티나 내에서 최초의 양국 협력 프로그램이 시행되었다. 1986년, 이탈리아 정부는 아르헨티나에 1억 5천만 ECU (유럽 회계 단위)의 보조금도 지원하였다. 그러나 라울 알폰신 대통령 임기 종료 이후, 그리고 이탈리아에서 탄겐토폴리 정치 부패 스캔들이 폭로된 이후 양국 간의 협력 관계는 점차 둔화되었다.

## 문화적 상호 연결
이탈리아에서 아르헨티나로의 대규모 이주 현상은 시민 사회 구성원들 사이에서 국가 및 지역 차원의 교류를 촉진하였고, 문화와 언어를 보급하고, 사회적 지원을 제공하며, 양국 간의 관계를 증진하기 위해 이탈리아인이나 그 후손들에 의해 설립된 800개 이상의 단체들이 형성되었으며, 이들은 현재까지도 활발히 활동하고 있다.
문화 협력에 참여하는 주요 기관으로는 부에노스아이레스와 코르도바에 있는 이탈리아 문화원 주아르헨티나 이탈리아 대사관의 문화부, 이탈리아 영사관의 문화 사무소들, 단테 알리기에리 협회 등 아르헨티나 내의 이탈리아 지역 협회들이 있다.
이탈리아와 아르헨티나 간의 양자 문화 관계는 1998년 4월 6일, 부에노스아이레스에서 서명된 문화 협력 협정을 기반으로 하며, 이 협정은 양국 정부가 문화 및 교육 분야에서 협력하는 틀을 정하고 있다.
이탈리아인 협회들은 원래 여러 상호부조 단체들로 구성되었으나, 시간이 지나면서 새로운 활동들이 추가되었다. 현재는 문화 기관뿐만 아니라 학교, 사회 및 스포츠 센터에서도 협력이 이루어지고 있다. 주요 협회 중 하나는 1896년에 설립된 부에노스아이레스 단테 알리기에리 협회로, 이민자들과 그 후손들에게 이탈리아 언어와 문화를 보급하는 것을 목적으로 하고 있다. 또한 1873년에 창립된 아르헨티나 이탈리아 클럽은 이탈리아성의 정신을 유지하고, 아르헨티나인들과 이탈리아인들 사이의 정서적, 문화적, 사회적 유대를 촉진하고 강화하는 것을 목적으로 출범하였다.

## 같이 보기
- 이탈리아계 아르헨티나인